# بيرتن وليامز
بيرتن وليامز (بالإنجليزية: Bert Williams) (و. 1874 – 1922 م) هو ممثل، وكاتب سيناريو، وممثل مسرحي، من الولايات المتحدة الأمريكية، ولد في ناساو، توفي في مدينة نيويورك، عن عمر يناهز 48 عاماً بسبب ذات الرئة.

## وصلات خارجية
- بيرتن وليامز على موقع IMDb (الإنجليزية)
- بيرتن وليامز على موقع ميوزك برينز (الإنجليزية)
- بيرتن وليامز على موقع أول موفي (الإنجليزية)
- بيرتن وليامز على موقع قاعدة بيانات برودواي على الإنترنت (الإنجليزية)
- بيرتن وليامز على موقع قاعدة بيانات برودواي على الإنترنت (الإنجليزية)
- بيرتن وليامز على موقع قاعدة بيانات برودواي على الإنترنت (الإنجليزية)
- بيرتن وليامز على موقع قاعدة بيانات الأفلام السويدية (السويدية)
- بيرتن وليامز على موقع ديسكوغز (الإنجليزية)
- بيرتن وليامز على موقع قاعدة بيانات الفيلم (الإنجليزية)
- بيرتن وليامز على موقع كينوبويسك (الروسية)